# 柳光和博
柳光 和博（りゅうこう かずひろ、1972年8月8日 - ）は、日本の元プロボクサー、歌手。京都府京都市山科区出身。元日本スーパーフライ級、OPBF東洋太平洋同級王者。世界ランク最高位はWBC3位、WBA4位。現役時代はワタナベボクシングジム所属。現在はRK蒲田ボクシングファミリー代表。

## 来歴
南京都高等学校でボクシングを始め、3年次に国体優勝を果たす。
その後は近畿大学を経て、歌手を目指し上京。しかし、ワタナベジムでプロボクサーとなり、1995年7月10日プロデビュー。
翌年にはA級トーナメント参戦。セレス小林を降して優勝。
1997年6月25日、スズキ・カバトが持つ日本スーパーフライ級王座に挑戦するが、判定負けで王座獲得ならず。
1998年10月27日、マンゴロー・イシマルが持つ東洋太平洋同級王座に挑戦。しかし引き分けでまたも王座獲得ならず。
1999年6月15日、松倉義明と空位の日本王座を争い、4回TKOで退け13戦目で初タイトル獲得。
10月12日、金石陽介を相手に初防衛に挑むが、2回負傷引き分け。
2000年4月2日のダイレクトリマッチで6回TKO勝利。試合後王座返上。
10月11日、キッド・ハムザーと空位の東洋太平洋王座を争い、2回TKOで王座獲得。
ノンタイトル1勝後、王座返上。
2002年3月23日、徳山昌守が持つWBC王座に挑戦。しかし9回KOで敗れ世界王座はならなかった。これを最後に引退。
2004年、「森本タローとスーパースター」のボーカルに迎え入れられ、夢だった歌手デビューを果たす。
2005年9月、森本タローとスーパースターを卒業。
2007年、平塚市でワタナベジムの1年後輩鳥海純とともに「湘南RYUJU BOXING FAMILY」を開設。会長に就任。
2010年、蒲田に移り、「RK蒲田ボクシングファミリー」を開設。
松山大学ボクシング部の顧問も務める。

## 戦績
- アマチュア:110戦 85勝 40KO 25敗
- プロ：18戦 13勝 4KO 2敗 3分

## 人物
- 歌手の河村隆一と親交が深いことで知られる。入場曲には「Love is...」を使用した他、世界戦の国家独唱も河村が引き受けた。